# ورخنی نوگوش
ورخنی نوگوش (انگلیسی: Verkhny Nugush) یک شهرک در شهرستان بورزیانسکی باشقیرستان کشور روسیه است.